# Aja (oriša)
Aja je oriša, která je patronka lesů, zvířat a léčitelů. Je spojována také s "divokým větrem".